# Wladimir Artjomowitsch Passetschnik
Wladimir Artjomowitsch Passetschnik; russisch Владимир Артемович Пасечник (* 12. Oktober 1937 in Stalingrad; † 21. November 2001 in Wiltshire) war ein sowjetischer Biologe.

## Leben
Er studierte Physik und Biologie am Polytechnischen Institut Leningrad. Danach arbeitete er auf dem Gebiet der biologischen Waffen.
Passetschnik flüchtete 1989 in den Westen, wo er über das Ausmaß der sowjetischen Rüstung auf diesem Gebiet berichtete. In Großbritannien arbeitete er zehn Jahre lang für das Gesundheitsministerium und gründete danach sein eigenes Unternehmen, Regma Biotechnologies.

## Werke
- mit Andrei Nikolajewitsch Tscherkassow: Мембраны и сорбенты в биотехнологии. Chimija, Leningrad 1991.